# Gün Akıncı
Gün Akıncı (* 21. September 1988 in Istanbul) ist ein türkischer Schauspieler.

## Leben und Karriere
Akıncı wurde am 21. September 1988 in Istanbul geboren. Er studierte an der İstanbul Teknik Üniversitesi. Sein Debüt gab er 2017 in der Fernsehserie Kırlangıç Fırtınası. Anschließend war er 2018 in Yasak Elma zu sehen. Außerdem wurde er für die Serie Annenin Sırrıdır Çocuk gecastet.
Unter anderem bekam er 2022 eine Rolle in dem Film Make a Wish. 2023 spielte Akıncı in der Serie Yardımcı Oyuncu mit. Im selben Jahr setzte er seine Karriere in dem Film Oregon fort.

## Filmografie
Filme
- 1922: Make a Wish
- 2023: Oregon
- 2023: Umut

Serien
- 2017: Kırlangıç Fırtınası
- 2018: Yasak Elma
- 2022: Annenin Sırrıdır Çocuk
- 2023: Yardımcı Oyuncu